# Jiquiriçá
Jiquiriçá é um município brasileiro localizado no estado da Bahia.
Sua população, segundo o Censo 2022 do IBGE, é de 13 629 habitantes.